# Bilderbuch

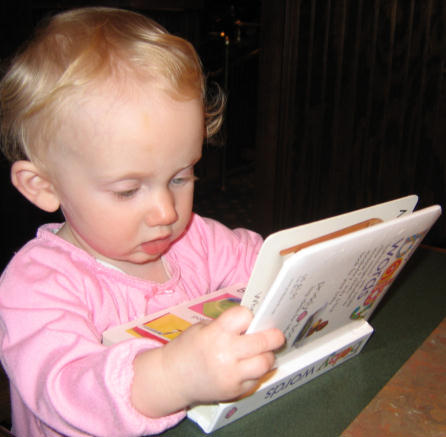
Kleinkind mit Bilderbuch

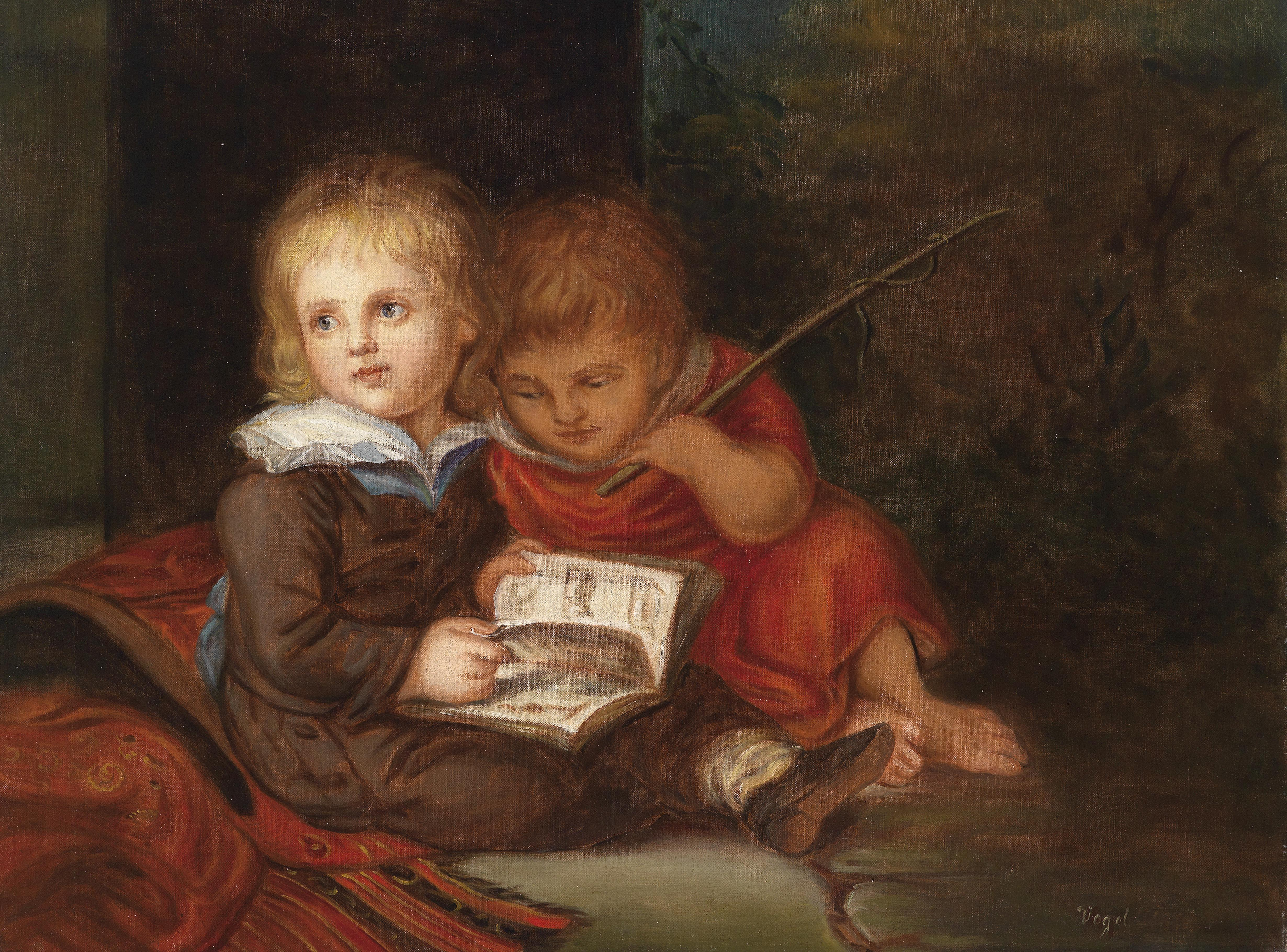
Christian Leberecht Vogel: Die Söhne des Künstlers (ca. 1793)

Das Bilderbuch ist ein Buch, das hauptsächlich Bilder enthält. Es ist meist ein Medium der Kinderliteratur, das Texte aus verschiedenen literarischen Gattungen und Genres vermittelt. Die Definition und die Geschichte des Bilderbuches sind eng mit den sich verändernden gesellschaftlichen Vorstellungen verbunden. Ursprünglich wurde der Begriff für jedes Buch, das mit Illustrationen ausgestattet war, verwendet. Heutzutage versteht man darunter meist ein speziell für Kinder, die noch nicht lesen können oder sich im frühen Lesealter befinden, entworfenes Buch. Die Bilder nehmen darin eine führende Rolle ein, obgleich eine enge Wechselbeziehung zwischen Bild und Text besteht. Die Bilderbücher haben meist einen geringen Umfang (im Allgemeinen bis zu 30 Buchseiten) und kommen in allen Formaten vor. Das großformatige Buch ist die am häufigsten verwendete Form. Das Alter berücksichtigend, wird das Bilderbuch oft aus Pappe, reißfestem Papier oder auch aus Folie hergestellt.

## Geschichte

### Vorläufer
Als Vorläufer des Bilderbuches gelten die Lesefibeln, ABC-Bücher, Fabeln und Sachbücher. Die Fibeln und ABC-Bücher gewannen ab dem 16. Jahrhundert an Stellenwert, da sie den Kindern das Alphabet auf anschauliche Weise näher brachten, indem den einzelnen Buchstaben entsprechende Illustrationen von Tieren, Menschen und Gegenständen zugeordnet waren. Beispiele hierfür sind z. B. das „Bilder-ABC mit einigen Leseübungen, Gedenksprüchen und Gebetsprüchen für Kinder“ (1788) und das „Neue Bilder-ABC oder Deutsches Lesebuch für die Jugend“ (1795).
Die Fabeln gaben aufgrund ihrer Kürze nur wenig Text her, so dass die Ausgaben für Kinder häufig mit vielen Illustrationen angereichert wurden. Auf diese Weise kamen sie dem modernen Bilderbuch schon sehr nahe.
1658 brachte der Theologe Johann Amos Comenius sein Elementarwerk „Orbis sensualium pictus“ heraus. Dieses Bilder-Sachbuch sollte Kindern einen ersten Zugang zum Wissen verschaffen unter Berücksichtigung von altersspezifischen Lernbedingungen, die das Prinzip vom Einfachen zum Komplizierten und vom Bekannten zum Unbekannten beherzigten.
Einen frühen Höhepunkt im Bereich der Sachbücher markierte die Veröffentlichung von Friedrich Justin Bertuchs „Bilderbuch für Kinder“. Das 12 Bände umfassende Werk erschien zwischen 1792 und 1830 und enthielt mehr als 6000 Abbildungen. In der nachfolgenden Zeit entstanden etliche, mit reichlich Illustrationen versehene Sachbücher.

### 19. Jahrhundert

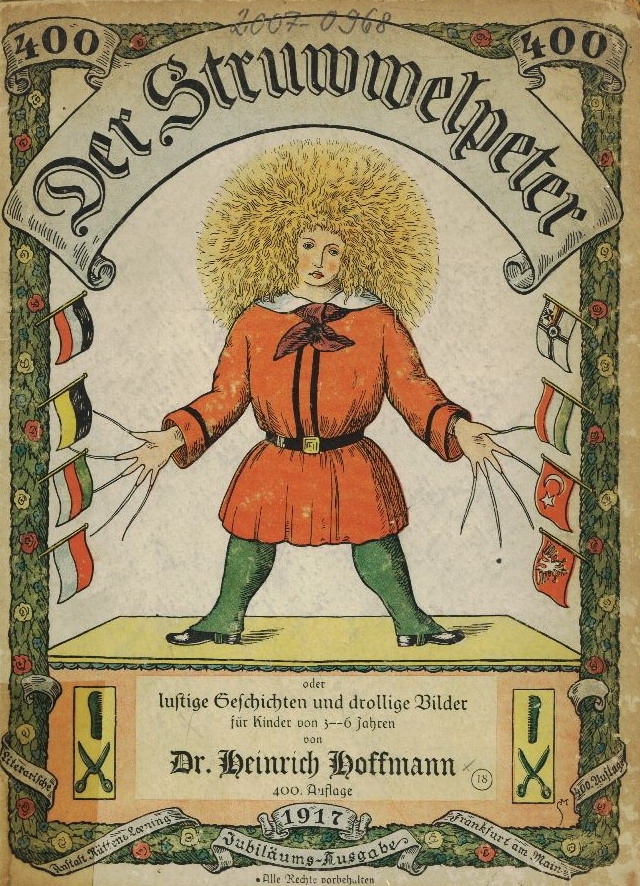
Struwwelpeter

Das eigentliche Bilderbuch, in dem das Bild den größten Teil ausmachte, die Belehrung ein wenig in den Hintergrund rückte und dafür das Wesen des Kindes wichtiger wurde, entwickelte sich erst im 19. Jahrhundert. Um 1830 wurde das Bilderbuch entscheidend durch die Spätromantik geprägt und illustrierte, der romantischen Geisteshaltung entsprechend, vorwiegend Volkslieder, Kinderreime, Märchen und traditionelle epische Geschichten, wie z. B. Till Eulenspiegel, Reineke Fuchs, Münchhausen, aber auch Robinson Crusoe. Bekannte Illustratoren dieser Zeit sind Ludwig Richter, Franz Graf von Pocci, Wilhelm von Kaulbach, Moritz von Schwind, Peter Carl Geissler, Fedor Flinzer und andere.
Im Jahre 1845 erschien der vom Frankfurter Arzt Heinrich Hoffmann geschaffene Struwwelpeter, das erste Bilderbuch, das sich gezielt an Kleinkinder wandte. Das Buch war als eine Art Notlösung entstanden, da Hoffmann auf der Suche nach einem Weihnachtsgeschenk für seinen Sohn nichts Passendes gefunden hatte. Das Angebot an Kinderbüchern empfand er als zu moralisch und belehrend. In seinen Geschichten verarbeitete er Erlebnisse, die gänzlich aus der Umwelt des Kindes stammten und einer einfachen Ordnung von Gut und Böse folgten. Damit traf er zweifellos den Geschmack von Kindern und Eltern gleichermaßen, wie der große Verkaufserfolg bestätigte. Einen ähnlichen Erfolg hatten die Bildergeschichten von Wilhelm Busch von Max und Moritz (1865).
Um die Jahrhundertwende wurden deutsche Bilderbücher durch die Einflüsse des Jugendstils und der Kunsterziehungsbewegung geprägt. Die Kunsterziehungsbewegung brachte ein verändertes Kindheitsbild mit neuen pädagogischen und psychologischen Erkenntnissen, welche in die Arbeit der Bilderbuchkünstler mit einfloss.
Bekannte Illustratoren des Jugendstils waren der Schweizer Ernst Kreidolf, Konrad Ferdinand Edmund von Freyhold, Tom Seidmann-Freud.
Der Kunsterziehungsbewegung näher standen Else Wenz-Viëtor, Fritz Koch-Gotha und Gertrud Caspari mit ihren Heile Welt-Vorstellungen der 1920er-Jahre.
Ein zentraler Aspekt in der Auseinandersetzung mit Bilderbüchern spielte (und spielt) der Begriff der „Kindgemäßheit“. Anfang des 20. Jh. bestimmte der Kunsthistoriker Konrad Lange kindgemäße Bilderbuchkunst: unter anderem deutliche Umrisse, ruhige Farben, nicht zu grelle Gegensätze, Primärfarben; nicht unterbrochene Formen, das Allgemeine und Typische; keine komplizierten perspektivischen Verkürzungen, sondern flächenhaft, dekorativer Stil; vereinfachte stilisierte Formen. Somit sind die traditionellen Formen der Bilderbuchillustration Eindeutigkeit der Figuren, überschaubare Räumlichkeit sowie Trennung zwischen Fantasie und Realität. Dieser historische Begriff des Kindgemäßen wird heute von der Bilderbuchforschung als Richtlinie für moderne Bilderbücher abgelehnt, da die Kenntnis über die kindliche Bilderbuchrezeption unzureichend ist.

### Gegenwart

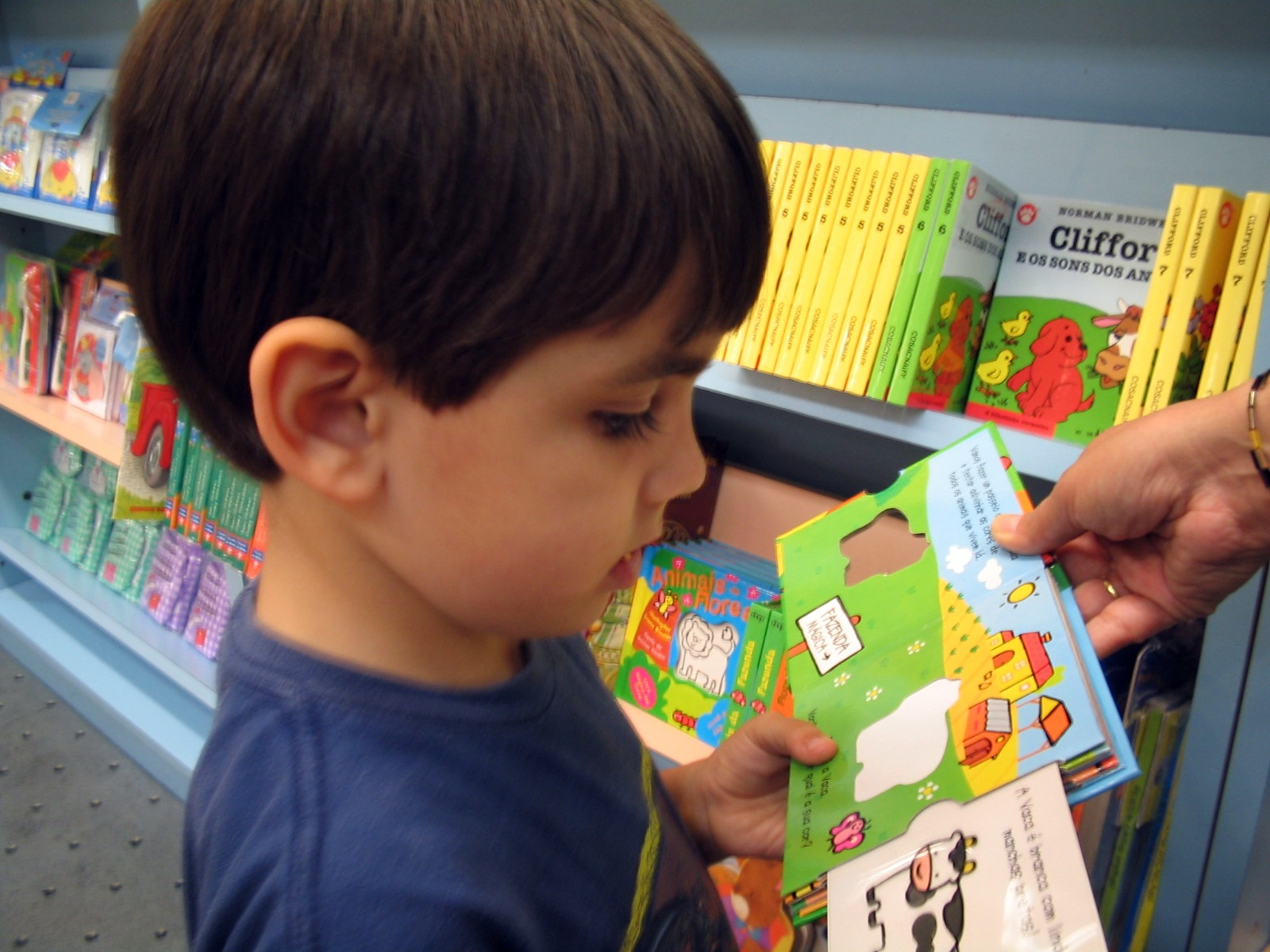
In einer Bilderbuchhandlung

Das heutige Bilderbuch muss sich mit einer Vielzahl unterschiedlicher Themenbereiche und Stilrichtungen auseinandersetzen und ist in eine sich schnell entwickelnde und schnell ändernde Kultur durch Fernsehen, Film und Computer eingebunden. Dazu gehört auch, dass immer mehr Erwachsene das Bilderbuch für sich entdecken und der Markt entsprechend darauf reagiert. Zunehmend werden Bilderbücher in Bezug auf Format, Ausstattung, Umfang und Thema komplexer und anspruchsvoller gestaltet.
Immer häufiger kommt es auch zu internationalen Koproduktionen größerer Verlage, die das Angebot an künstlerisch wertvollen sowie trivialen Bilderbüchern bereichern.
Das moderne Bilderbuch (etwa seit den 1980er Jahren) kann in vier Unterkategorien unterteilt werden: erzählendes Bilderbuch, Märchenbilderbuch, Sachbilderbuch und Spielbilderbuch. Des Weiteren lassen sich folgende Bildstile unterscheiden: Grafischer Stil (Zeichnung, Linie), malerischer Stil (Farbfläche), Karikatur (Reduzierung, Zuspitzung, Übertreibung), Fotorealismus (hoher Illusionsgrad), Abstraktion (nicht figurativ), Collage (geschnittene, gerissenen Papiere). Bild und Text können auf drei Weisen miteinander verknüpft sein: Bild und Text laufen parallel; Bild und Text verhalten sich kontrapunktisch; Bildgeschichte und Textgeschichte erzählen jeweils eigenständig, sind dabei aber ineinander verflochten.
Beispiele für unterschiedliche Stilrichtungen und Bildtechniken:
- malerischer Stil: Lieselotte Schwarz: Der Traummacher, Susanne Janssen: Rotkäppchen
- Collage: Wolf Erlbruch: Nachts, Leo Lionni: Frederick
- surrealistischer Stil: Anthony Browne: Stimmen im Park
- realistischer Bildstil: Roberto Innocenti: Rosa Weiss, Jörg Müller: Aufstand der Tiere oder Die neuen Stadtmusikanten
- Karikatur: F. K. Waechter: Da bin ich
- Zeichnung (Kunst) und (Fotografie): Cheryl Chapman: Dracko Drachenfresser,
- Zeichnung (Kunst): Jutta Bauer: Opas Engel, Michèle Lemieux: Gewitternacht[3]

Durch die Bedingungen des Buchmarktes ist das Bilderbuch heute in ästhetischer, pädagogischer und buchgestalterischer Hinsicht begrenzt: der Text darf nicht über das Bild dominieren, 30 Seiten sollen nicht wesentlich überschritten werden; lineare Erzählung, Trennung von Sachinformationen und Fiktion sowie das Vermeiden von Vermischung literarischer, medialer und künstlerischer Kategorien (z. B. narrativ-deskriptiv) sind einzuhalten.

## Festivals und Messen

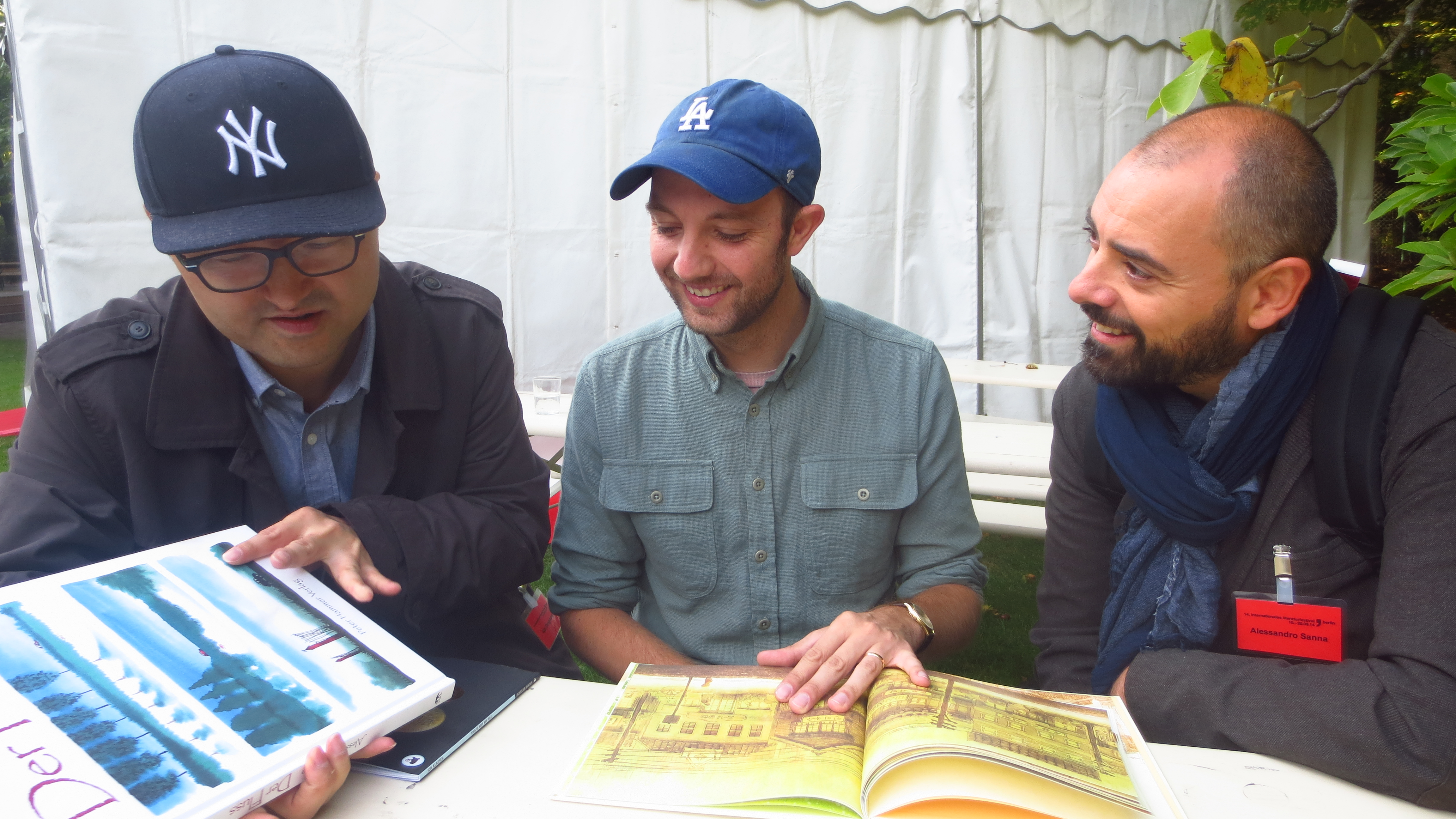
Drei Bilderbuchillustratoren: Kim Dong-sung, Jon Klassen und Alessandro Sanna (2014), beim Internationalen Literaturfestival Berlin

Die international wichtigste Messe für Bilderbücher ist die jährlich stattfindende Bologna Children’s Book Fair, auf der auch der renommierte Bologna Ragazzi Award verliehen wird. In Deutschland ist unter anderem das Kinder- und Jugendprogramm des internationalen literaturfestivals berlin ein Forum für die öffentliche Vorstellung außergewöhnlicher Bilderbücher.

## Sonderformen
Neben klassischen Bilderbüchern aus Papier oder Karton kommen heute unter anderem auch folgende Formen vor:
- Badebücher sind aus Kunststoff hergestellt und wasserbeständig.
- Duftbilderbücher[5][6] sind partiell mit einem Duftlack bedruckt, der mikroverkapselte künstliche Aromastoffe enthält. Durch leichtes Reiben oder Drücken platzen diese Kapseln auf und setzen einen Duft frei.[7]
- Fädelbücher enthalten mit Löchern versehene Grafiken, die durch Durchziehen einer Schnur „ergänzt“ werden können.
- Fühlbücher enthalten neben herkömmlichen grafischen Elementen auch haptische Elemente zum Anfassen und Fühlen, wie z. B. Kunstfell oder Sandpapier.
- Taktil illustrierte Bücher wenden sich insbesondere an blinde Kinder, sind aber zuweilen auch für sehende Kinder gleichermaßen nutzbar wie die Materialtastbilderbücher von Therese Fischer
- Guckloch-Bilderbücher enthalten Löcher zum Durchschauen.
- Malbücher enthalten farblose Konturgrafiken, die der Benutzer selbst ausmalen kann.
- Pop-up-Bücher enthalten eingeklebte Papierelemente, die sich beim Öffnen der Seite zu einem dreidimensionalen Objekt entfalten.
- Puzzle-Bücher enthalten herausnehmbare Puzzles.
- Lift-the-Flap-Bücher enthalten eingeklebte Papp- oder Papierklappen, hinter denen die Leser zusätzliche Illustrationen entdecken können.
- Book-and-Record sets sind Bilderbücher, die mit einer CD oder Audiokassette geliefert werden, auf der der Text des Buches eingelesen ist.
- Sticker-Bücher (engl. sticker album), enthalten markierte Flächen, in denen (meist mitgelieferte) Aufkleber eingeklebt werden sollen.
- Sound books enthalten Knöpfe oder eine beigeklebte Leiste mit Schaltern, mit denen passend zur Geschichte Geräusche und Musikstücke abgerufen werden können.
- Wimmelbilderbücher, auch als Wimmelbücher bezeichnet, sind mit zumeist großformatigen, textlosen Illustrationen ausgestattet, in denen eine Fülle von Gegenständen, Figuren und parallelen Handlungen dargestellt ist.

## Autoren und Illustratoren

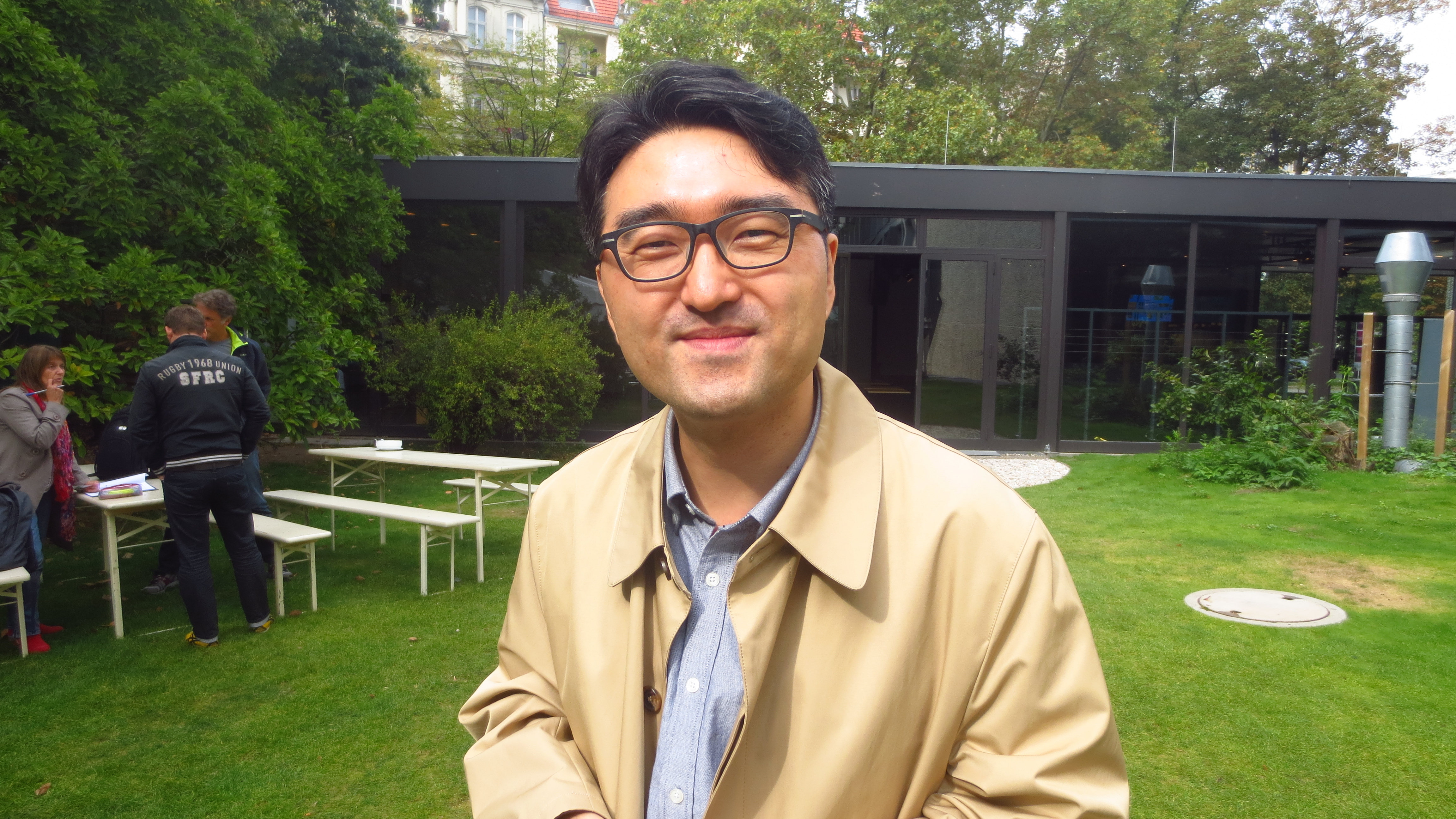
Kim Dong-sung (2014), beim Internationalen Literaturfestival Berlin

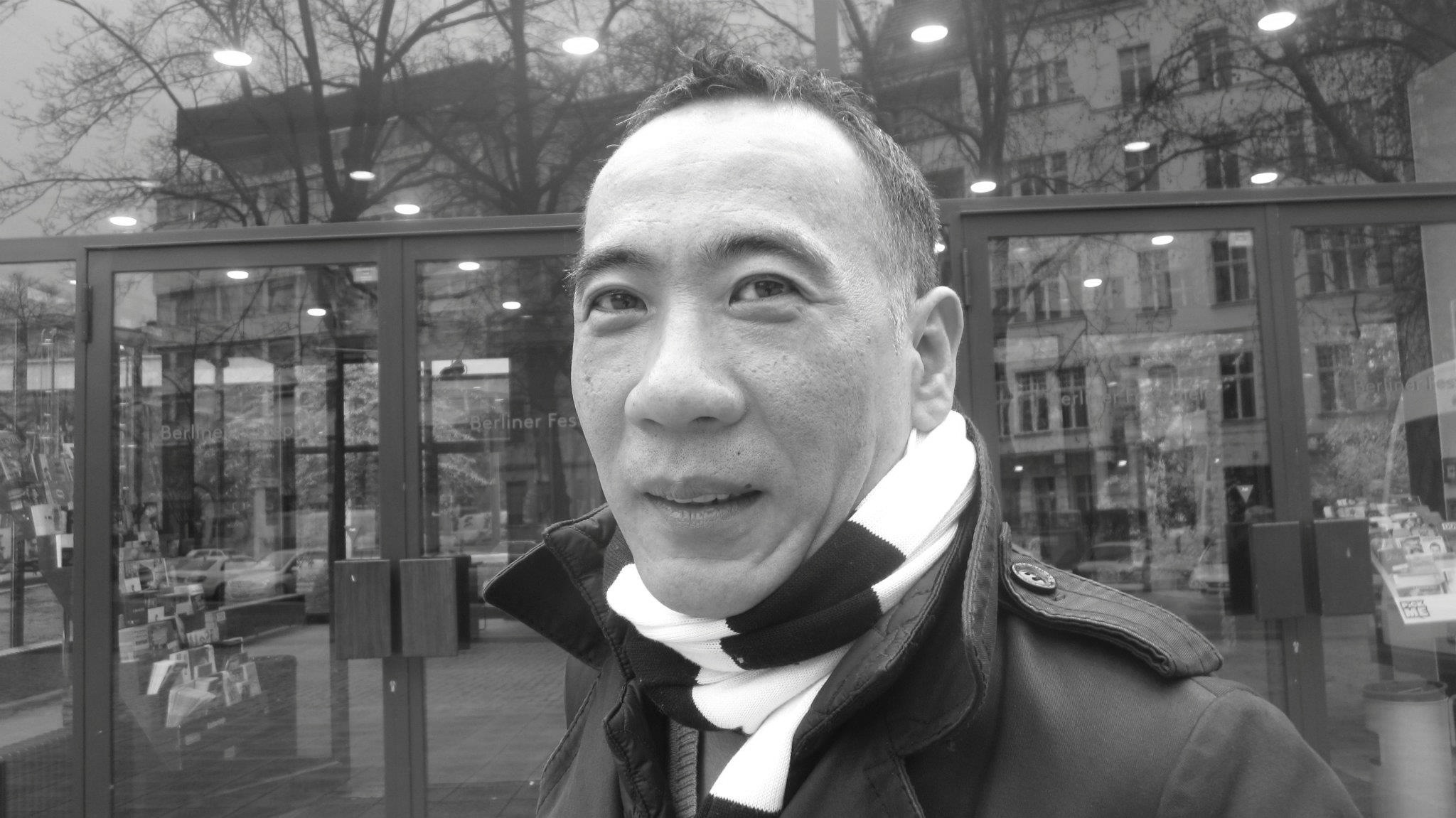
Chen Jianghong (2012), beim Internationalen Literaturfestival Berlin

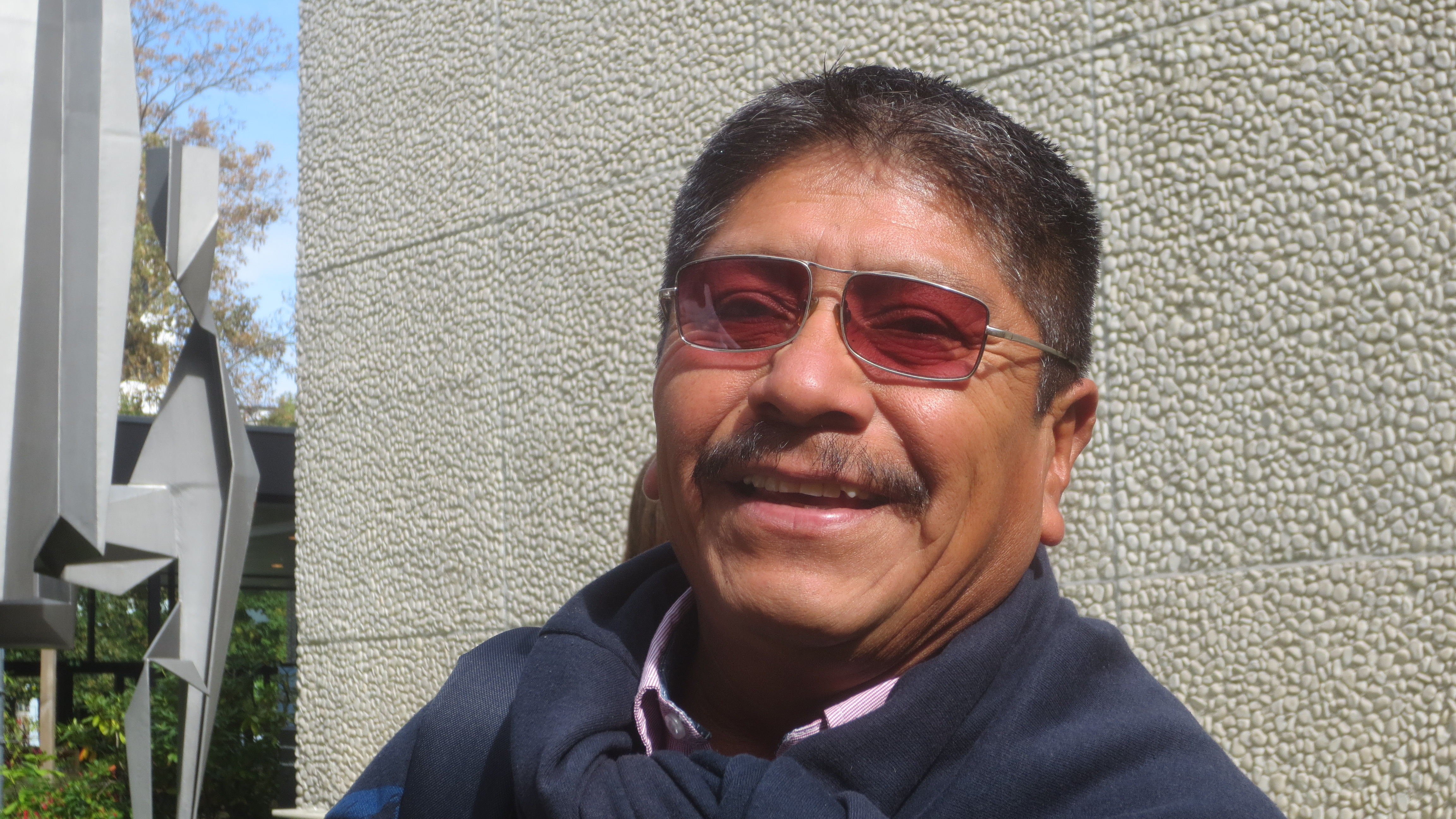
Javier Martínez Pedro (2015), beim Internationalen Literaturfestival Berlin

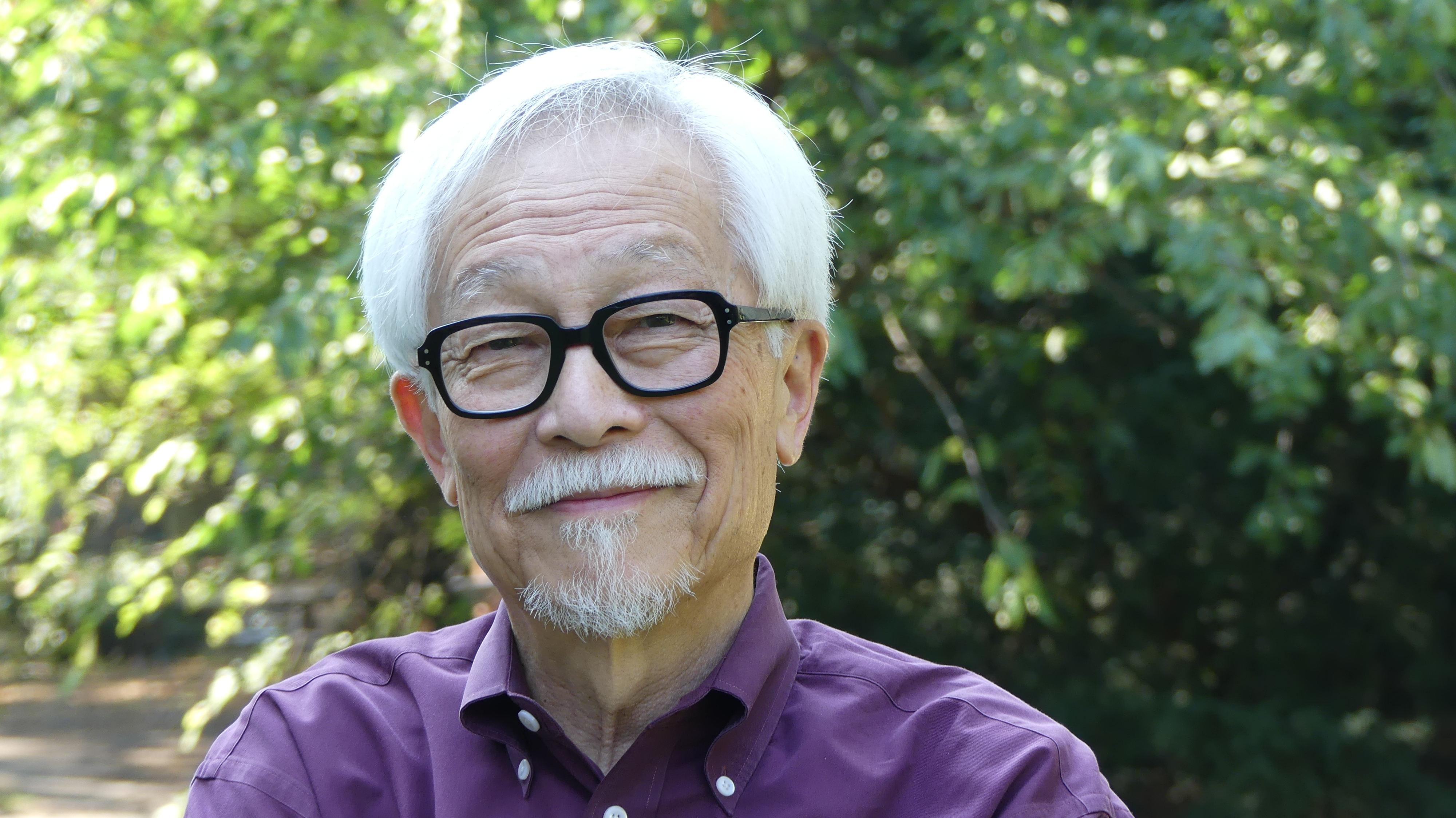
Allen Say (2016), beim Internationalen Literaturfestival Berlin

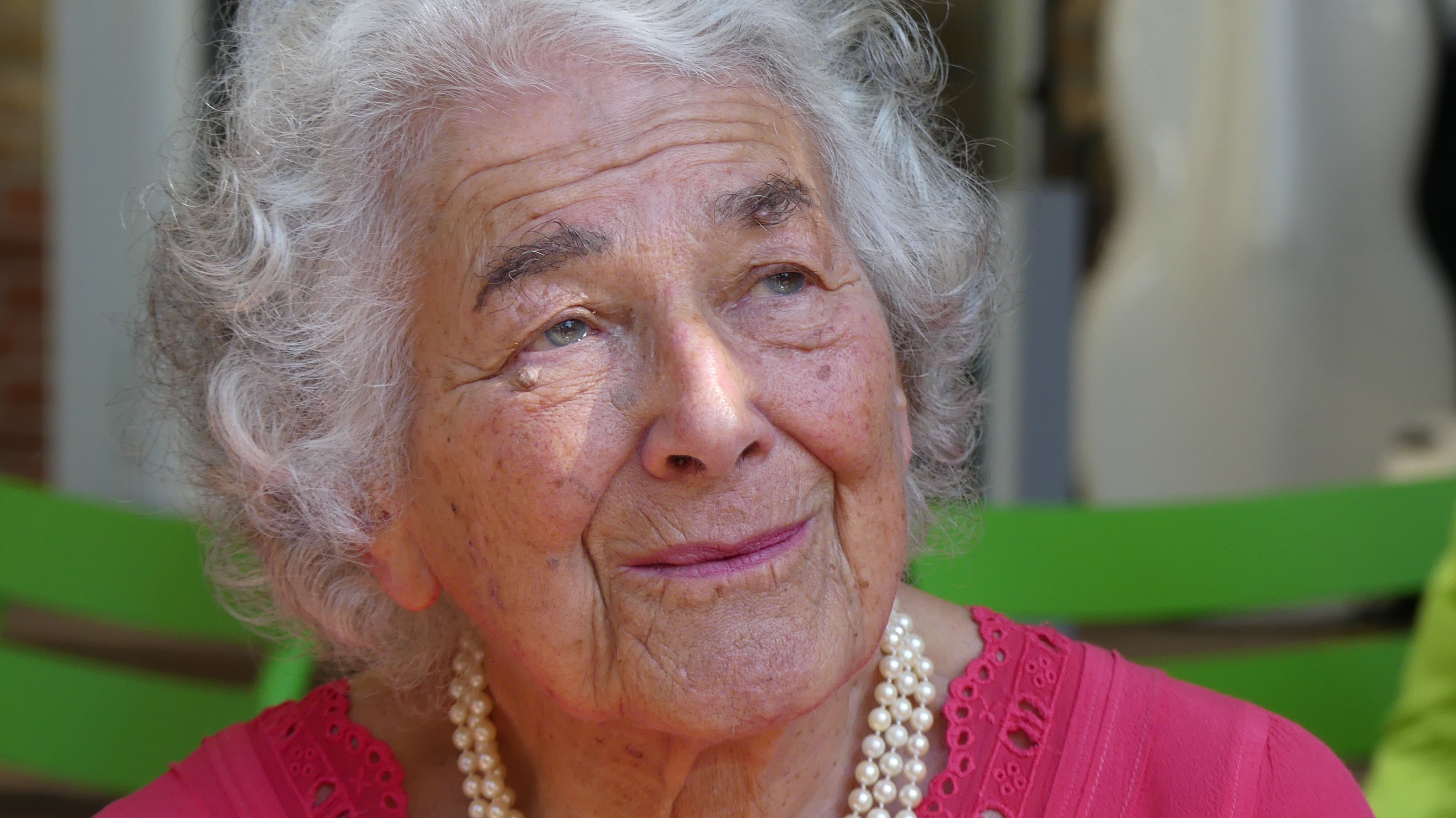
Judith Kerr (2016), beim Internationalen Literaturfestival Berlin

- Rotraut Susanne Berner: Winter-Wimmelbuch, (2003)
- Ibn Butlan: Tacuinum sanitatis, 14. Jahrhundert[8]
- Eric Carle: Die kleine Raupe Nimmersatt, (1969)
- Chen Chih-Yuan: Gui-Gui, das kleine Entodil (2008), Kleiner Spaziergang – Ein Bilderbuch aus Taiwan (2010)
- Chen Jianghong: Han Gan und das Wunderpferd (2004), An Großvaters Hand (2009)
- Mariana Chiesa Mateos: No hay tiempo para jugar – Relatos de niños trabajadores (2004), Migrando (2010)
- Iwona Chmielewska: Blumkas Tagebuch – Vom Leben in Janusz Korczaks Waisenhaus (2011)
- Gabriela Cichowska: Fantje (2010), Fräulein Esthers letzte Vorstellung (2012)
- Carll Cneut: Der goldene Käfig
- Kitty Crowther: Der Besuch vom kleinen Tod (2011), Der kleine Mann und Gott (2012)
- Enzo: Ein Jahr lang Schüler 34 in Klasse A
- Wolf Erlbruch: Vom kleinen Maulwurf, der wissen wollte, wer ihm auf den Kopf gemacht hat, (1989)
- Janosch: Oh, wie schön ist Panama, (1978)
- Kim Dong-sung: Wann kommt Mama – Ein Bilderbuch aus Korea (2007)
- Guojing: The Only Child / Allein (2015 / 2016)
- Nikolaus Heidelbach: Rosel von Melaten
- Judith Kerr
- Jon Klassen
- Vitali Konstantinov
- Leo Lionni: Swimmy, (1964)
- Javier Martínez Pedro: Migrar (2011)
- Ali Mitgutsch: Rundherum in meiner Stadt, (1968)
- Axel Scheffler: Der Grüffelo
- Sven Nordqvist: Pettersson und Findus, (1984–2002)
- Allen Say: Der Kamishibai-Mann, Unter dem Kirschblütenbaum, Grandfather’s Journey
- Kathrin Schärer: Johanna im Zug (2009)
- Maurice Sendak: Wo die wilden Kerle wohnen, (1963)
- Allen Say: Grandfather’s Journey, Unter dem Kirschblütenbaum, Der Kamishibai-Mann
- Seyyed Ali Shodjaie: Der große Schneemann – Ein Bilderbuch aus dem Iran (2013)
- Bhajju Shyam: Das Geheimnis der Bäume (2009)
- Helmut Spanner: Ich bin die kleine Katze (1981), "Erste Bilder – Erste Wörter" (1993)
- Kaatje Vermeire
- Jakob Wegelius: Sally Jones – Eine Weltreise in Bildern
- Józef Wilkoń: Tallula – Königin der Nacht (2012)

## Preise
Hier eine Auswahl von Bilderbuchpreisen:
- Hans Christian Andersen Award
- Deutscher Jugendliteraturpreis
- Österreichischer Staatspreis für Kinder- und Jugendliteratur
- LUCHS
- Oldenburger Kinder- und Jugendbuchpreis
- Troisdorfer Bilderbuchpreis
- Institut für Jugendliteratur (Buch des Monats)
- Grand Prix BIB, Astrid-Lindgren-Gedächtnis-Preis
- Bologna Ragazzi Award
- Der Meefisch – Marktheidenfelder Preis für Bilderbuchillustration
- Das außergewöhnliche Buch
- Caldecott Medal (Vereinigte Staaten)